# Тилекеев, Абек Нуржанович
Абек Нуржанович Тилекеев — киргизский футболист, бывший игрок национальной сборной Кыргызстана  по мини-футболу. В 2006—2010 годах выступал за мини-футбольный клуб «Азия Универсал Банк» из города Бишкек. Сезон 2010 - 2011 выступал за мини-футбольный клуб «World United» (Маунтин-Вью, США). По окончании сезона 2010/11 были попытки привлечь Абека Тилекеева в сборную США по футзалу. Однако, учитывая тот факт, что он ранее был заигран за сборную Кыргызстана не позволило этому случиться. Является мастером спорта по футзалу.

## Достижения
МФК "Азия Универсал Банк"
- Трехкратный чемпион Кыргызстана 2006, 2008, 2010  (Высшая лига);
- Двукратный вице-чемпион Кыргызстана (Высшая лига);
- Бронзовый призер открытого чемпионата Казахстана (2009/10);
- Победитель Международных Иссык-Кульских игр 2010 г.
- Участник первого розыгрыша Лиги Чемпионов АФК;

Сборная Кыргызстана:
- Бронзовый призёр "Elf Cup" (Кипр) 2006
- Победитель Международного Кубка Балтики 2007 год.
- Победитель Международных Иссыкульских Игр 2009 г.
- Участник Чемпионатов Азии по футзалу.